# Parafia Najświętszej Maryi Panny Wniebowziętej w Barcicach
Parafia Najświętszej Maryi Panny Wniebowziętej w Barcicach – parafia rzymskokatolicka, znajdująca się w diecezji tarnowskiej, w dekanacie Stary Sącz.